# Countdown (serie televisiva 2007)
Countdown (Cuenta atrás) è una serie televisiva spagnola in 29 episodi trasmessi per la prima volta nel corso di 2 stagioni dal 2007 al 2008.
È una serie poliziesca incentrata sulle vicende di cinque agenti della polizia giudiziaria. I casi affrontati portano gli agenti in situazioni estreme che sono all'ordine del giorno.

## Trama
I cinque agenti della polizia giudiziaria affrontano i casi che sono all'ordine del giorno, portandoli in situazioni estreme.

## Personaggi e interpreti
- Corso (29 episodi, stagioni 1-2), interpretato da Dani Martín.
- Mario (29 episodi, stagioni 1-2), interpretato da Álex González.
- Leo (29 episodi, stagioni 1-2), interpretata da Bárbara Lennie.
- Rocío (29 episodi, stagioni 1-2), interpretata da Teresa Hurtado de Ory.
- Molina (29 episodi, stagioni 1-2), interpretato da José Ángel Egido.
- Requena (19 episodi, stagioni 1-2), interpretato da Mariano Llorente.
- Vázquez (9 episodi, stagioni 1-2), interpretato da Manuel Tejada.
- Mateo Ruiz (6 episodi, stagioni 1-2), interpretato da Ramón Barea.
- Gironella (5 episodi, stagioni 1-2), interpretato da Pau Durà.
- Yakov (4 episodi, stagioni 1-2), interpretato da Oleg Kricunova.

## Produzione
La serie fu prodotta da Cuatro e Globo Media S.A.. Le musiche furono composte da Daniel Sánchez de la Hera.

### Registi
Tra i registi della serie sono accreditati:
- Pablo Barrera in 10 episodi (stagioni 1-2)
- Sandra Gallego in 10 episodi (stagioni 1-2)
- Guillermo Fernández Groizard in 8 episodi (stagioni 1-2)

### Sceneggiatori
Tra gli sceneggiatori della serie sono accreditati:
- Manuel Valdivia in 28 episodi (stagioni 1-2)
- Chus Vallejo in 26 episodi (stagioni 1-2)
- Caridad Fernández in 23 episodi (stagioni 1-2)
- María Cortés in 13 episodi (stagione 1)
- César Vidal in 13 episodi (stagione 2)
- Juan María Ruiz Córdoba in 9 episodi (stagioni 1-2)
- Pablo Barrera in 7 episodi (stagione 1)
- Sandra Gallego in 7 episodi (stagione 1)
- Nacho Cabana in 2 episodi (stagione 1)

## Distribuzione
La serie fu trasmessa in Spagna dall'8 maggio 2007 al 1º maggio 2008 sulla rete televisiva Cuatro TV. In Italia è stata trasmessa la prima stagione dal 7 gennaio 2009 su Fox con il titolo Countdown.
Alcune delle uscite internazionali sono state:
- in Spagna il 10 gennaio 2008 (Cuenta atrás)
- in Ungheria (Visszaszámlálás)
- in Italia (Countdown)

## Episodi
| Stagione         | Episodi | Prima TV Spagna | Prima TV Italia |
| ---------------- | ------- | --------------- | --------------- |
| Prima stagione   | 13      | 2007            | 2009            |
| Seconda stagione | 16      | 2008            | inedita         |